# Prostituzione in Cambogia
La prostituzione in Cambogia, seppur illegale, è un fenomeno variamente diffuso. Solo nel 2008 è stata approvata una legge che cerca di reprimere la tratta di esseri umani e lo sfruttamento sessuale nelle sue varie forme ma con risultati controversi, in quanto un rapporto internazionale del 2010 ha espresso preoccupazioni su eventuali violazioni dei diritti umani che ne potrebbero derivare.

## Storia
Durante il periodo, a seguito della caduta del regime dei Khmer rossi, in cui sono state presenti le truppe del contingente ONU con più di 20.000 soldati maschi, si è sempre più creato un mercato della prostituzione sempre più prospero e florido: il re Norodom Sihanouk aveva molte riserve circa l'intera operazione UNTAC, che ai suoi occhio conduceva all'abuso delle donne cambogiane e al loro conseguente disonore.
Verso la metà degli anni 1990 i bordelli era equamente suddivisi tra vietnamite e donne khmer, con molte ragazze di età compresa tra i 15 e i 18 anni e a volte anche più giovani: le ONG si allarmarono per questa crescita esponenziale della prostituzione minorile, assieme al numero sempre crescente di donne e bambini rapiti e venduti al mercato della prostituzione. Dopo alcune incursioni internazionali (a cura dell'International Justice Mission nel 2004) effettuate nelle zone più esposte al rischio si è avuto l'effetto di spostare il mercato del sesso e i suoi lavoratori verso altri luoghi.
Il numero di prostitute in Cambogia è passato da circa 6.000 nel 1991 a oltre 20.000 l'anno seguente; mentre dopo il ritiro del personae UNTAC si stabilizzò tra le 4 e le 10.000 unità.

## Turismo sessuale minorile
Il paese ha anche un grave problema di turismo sessuale minorile. Alcuni bambini/e vengono venduti dai loro stessi genitori, altri vengono attratti da ciò che pensano essere legittimi lavori in qualità di camerieri o altro: vi sono segnalazioni di bambini imprigionati per essere presentati ad una serie d'offerenti, tra cui alti gradi militari, politici, uomini d'affari e turisti stranieri. Infine vengono messi a lavorare nei bordelli in stato di vera e propria schiavitù, con guardie armate che li controllano per impedir loro di fuggire.
I minorenni rimangono così ostaggi e prigionieri, picchiati ed affamati per costringerli a prostituirsi. La United States Immigration and Customs Enforcement ha fatto estradare cittadini statunitensi che si erano ivi recati per turismo sessuale per fargli affrontare il procedimento penale in patria secondo le più severe leggi USA.

## Violenza contro le prostitute
In lingua cambogiana lo stupro di gruppo contro le prostitute è definito col termine 'Bauk': un'indagine ha mostrato che solo per il 13% degli intervistati la violenza sessuale commessa da un gruppo di uomini contro una prostituta era da considerarsi un fatto grave; la risposta più comune, dal 33 al 40% era che il Bauk risultava essere pericoloso a causa della possibilità d'infezione con malattie sessualmente trasmissibili; dall'8 al 12% rispose che lo stupro di gruppo contro le prostitute non fa male a nessuno in quanto quelle donne sono abituate ad avere molti uomini; tra il 12 e il 16% rispose che era meglio fosse successo a prostitute piuttosto che ad altre donne.
Nonostante il fortissimo stigma sociale che contraddistingue la prostituzione, pagare per ottenere servizi sessuali di vario genere è cosa molto comune tra gli uomini cambogiani. La violenza sessuale dilagante contro le prostitute è stata descritta in un rapporto del 2010 di Amnesty International intitolato "Breaking the Silence – Sexual Violence in Cambodia".